# Milorad Diskić
Milorad Diskić (ur. 5 lutego 1924 w Leskovacu, zm. 5 września 1985 w Belgradzie) – chorwacki piłkarz występujący na pozycji obrońcy.
Diskić karierę rozpoczynał w Mornarze Split. Następnie grał w Hajduku Split, z którym w 1950 roku zdobył mistrzostwo Jugosławii. W 1951 roku odszedł do Crvenej zvezdy. Wywalczył z nią dwa mistrzostwa Jugosławii (1951, 1953). W 1953 roku został graczem klubu FK Radnički Belgrad. W sezonie 1956/1957 dotarł z nim do finału Pucharu Jugosławii. W 1958 roku zakończył karierę.
W 1952 roku Diskić zdobył srebrny medal na Letnich Igrzyskach Olimpijskich. W reprezentacji Jugosławii nie rozegrał żadnego spotkania.